# Presa El Salto
La presa El Salto es una infraestructura hidroeléctrica española situada sobre el río Guadalquivir, en el término municipal de El Carpio, provincia de Córdoba. Su principal función es la generación de energía eléctrica. Se sitúa en el km 3,3 de la carretera de Pedro Abad-Adamuz (CO-412). 
Fue un proyecto impulsado por la Compañía Anónima Mengemor entre 1918 y 1922. Fue diseñada por el arquitecto Casto Fernández Shaw, con los ingenieros Carlos Mendoza y Sáez de Argandoña y Antonio del Águila. La presa, de compuertas móviles, sigue el modelo de la Central de Mengíbar en Jaén, pero separa el embalse de agua de la central que se ubica en otro punto para aprovechar mayor caída de agua, al hacer el río un gran meandro en este punto.
La construcción incorpora un arco triunfal sobre la carretera que aprovecha la presa para atravesar el río; dicho arco tiene un diseño influido por la arquitectura andalusí, haciendo herradura en alusión a la arquitectura califal cordobesa.
Cuenta con un importante valor social para la localidad, ya que ha contribuido al desarrollo y expansión económica de la zona.

## Descripción
La presa, ubicada en un lugar donde existían unas antiguas aceñas, dispone de dos estribos en ambas márgenes del río que nivelan el cauce con cinco contrafuertes interiores que soportan las contrapuertas y el piso del puente, subiendo sobre él para soportar la estructura metálica donde se sustentan las máquinas que accionan las contrapuertas. En el extremo de la margen derecha, un estribo se alza en arco sobre la calzada en forma de puerta. Aquí se alojan las escaleras de acceso a la cabina de control, rematada por una torreta octogonal, que tuvo una cúpula. Esta cúpula, el arco de herradura con alfiz, los grupos de simple o dobles ventanillas y los soportes de las barandillas de la calzada son de estilo neomudéjar.

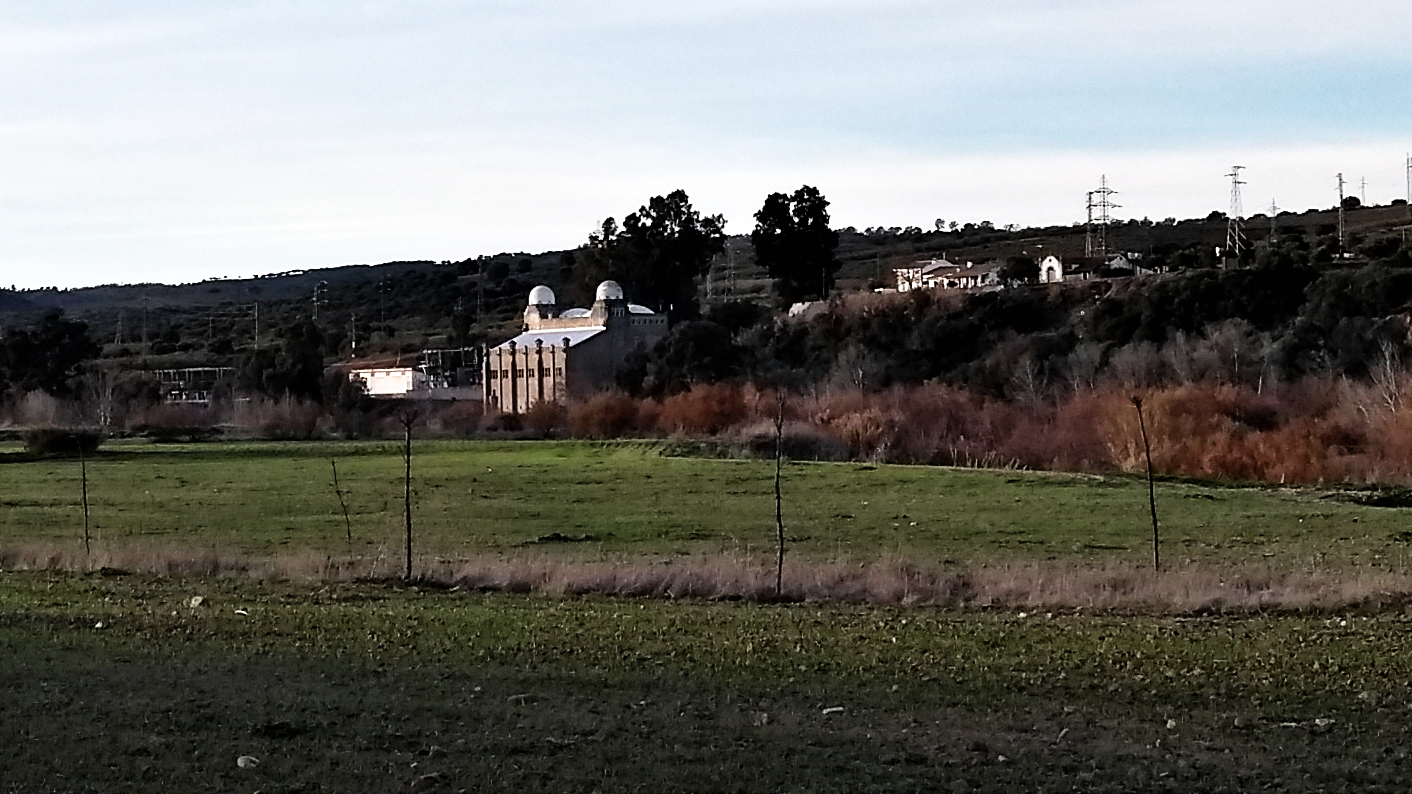
Central de El Salto, en El Carpio

Toda la obra de hormigón está exteriormente tratada con un revestimiento de bloques del mismo material de juntas señaladas a imitación de sillares a soga y tizón.
La superestructura metálica, constituida por una viga en caja de celosía, soportaba un entarimado de madera hoy sustituido por enrejado donde se sitúan, en casetas protegidas, los motores que transmiten la fuerza a los engranajes que soportan las cadenas de elevación de compuertas.
De la estructura en viga sobresale al exterior del embalse un puente grúa con cabina de madera de dos plantas para alojar al operario encargado de accionar los dispositivos por los cuales se transportan módulos de vigas metálicas que, apilados en unas ranuras paralelas a las de las compuertas, retienen el agua y posibilitan la separación de las citadas compuertas. Este mismo mecanismo se utiliza para levantar las carcasas de motores y engranajes.
Los dispositivos mecánicos de este ingenio están perfectamente diseñados, atendiendo al uso y a su función, con soluciones llenas de ingenio y meticulosidad, que, además de su idoneidad técnica, está llena de valores artísticos. Su estado de conservación es muy bueno.
La Central Eléctrica es un edificio construido también con una preocupación estética, con cubierta en cúpula de roscas de ladrillo con torretas de un singular aire historicista y expresionista, así como con algunos detalles entre los que destaca un balcón soportado por una cabeza de elefante. La fábrica está tratada con bloques a modo de sillares y es de destacar el diseño de las turbinas de fabricación extranjera, en uso desde su instalación.

## Características y datos técnicos
La central hidroeléctrica El Carpio, consta de tres alternadores y transformadores para generar electricidad.
- General
  - Cota de embalse: 137,25 m
  - Potencia total: 8,4 MW
  - Números de grupos: 3
  - Caudal nominal: 57 m³/s
  - Salto bruto: 19,74 m
- Turbina
  - Número de turbinas: 3
  - Tipo: Francis
  - Fabricante: 2 Allis-Chalmers / 1 Voith
  - Caudal unitario: 19 m³/s cada una de las turbinas
  - Velocidad: 214 r. p. m.
- Alternadores
  - Número de alternadores: 3
  - Tipo: Vertical
  - Fabricante: 2 Allis-Chalmers / 1 Oerlikon
  - Potencia nominal: 3500 kVA
  - Tensión nominal: 5 kV

## Funcionamiento

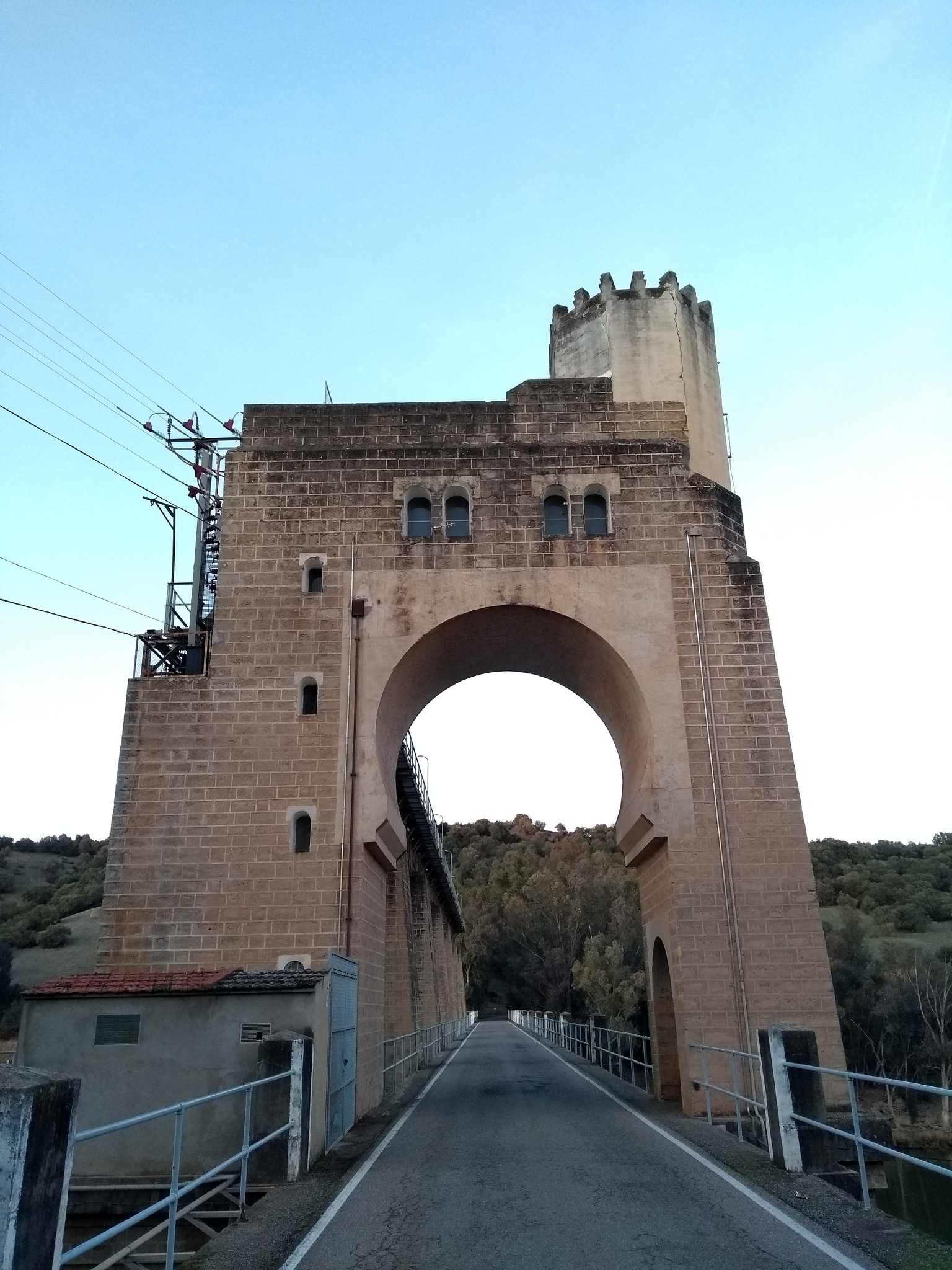
Presa de El Salto, en El Carpio

La central hidráulica El Carpio es de tipo fluyente. Este tipo de centrales utilizan el agua que fluye de manera natural con ayuda de una pequeña presa. No dispone prácticamente de reserva de agua, de modo que la capacidad de generación depende de las condiciones del río. El agua que circula por el río contiene energía cinética. Esta energía es la que utiliza la turbina Francis para generar energía mecánica.
El alternador convierte la energía mecánica producida por la turbina en corriente alterna. El principio de funcionamiento del alternador es la Ley de Faraday. El alternador genera una señal eléctrica que ha de coincidir con la frecuencia de 50Hz, que es la frecuencia utilizada en la red española. Para conseguir esta frecuencia, la turbina, y a su vez el alternador, tiene que girar a una velocidad de 214 r. p. m. Por último es necesario elevar la tensión en los centros de transformación de la central. Se eleva la tensión con el objetivo de reducir las pérdidas de energía en las líneas de transporte.